# 磯分內車站
磯分內車站（日语：／ Isobunnai eki */?）是一由北海道旅客鐵道（JR北海道）所經營的鐵路車站，位於日本北海道釧路郡標茶町境內，是釧網本線沿線的一個無人小站，隸屬JR北海道釧路支社管轄。
磯分內車站的站名源自愛奴語中的「isopo-un-nay/」，意指「有兔子的河川」，其源由是標茶町與弟子屈町交界處的小河沼地區有大量兔類棲息之故。

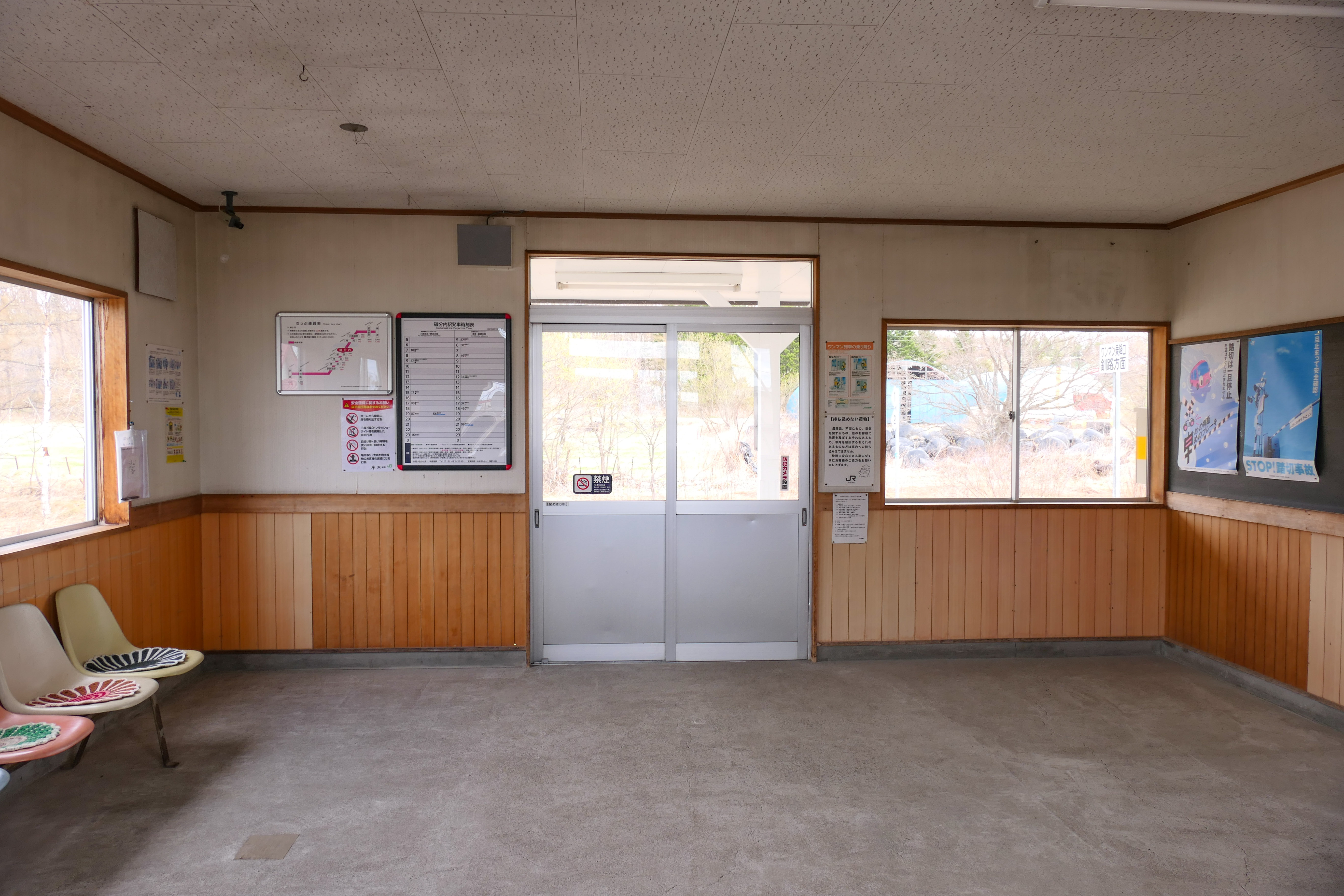
候車室内（2021年5月）

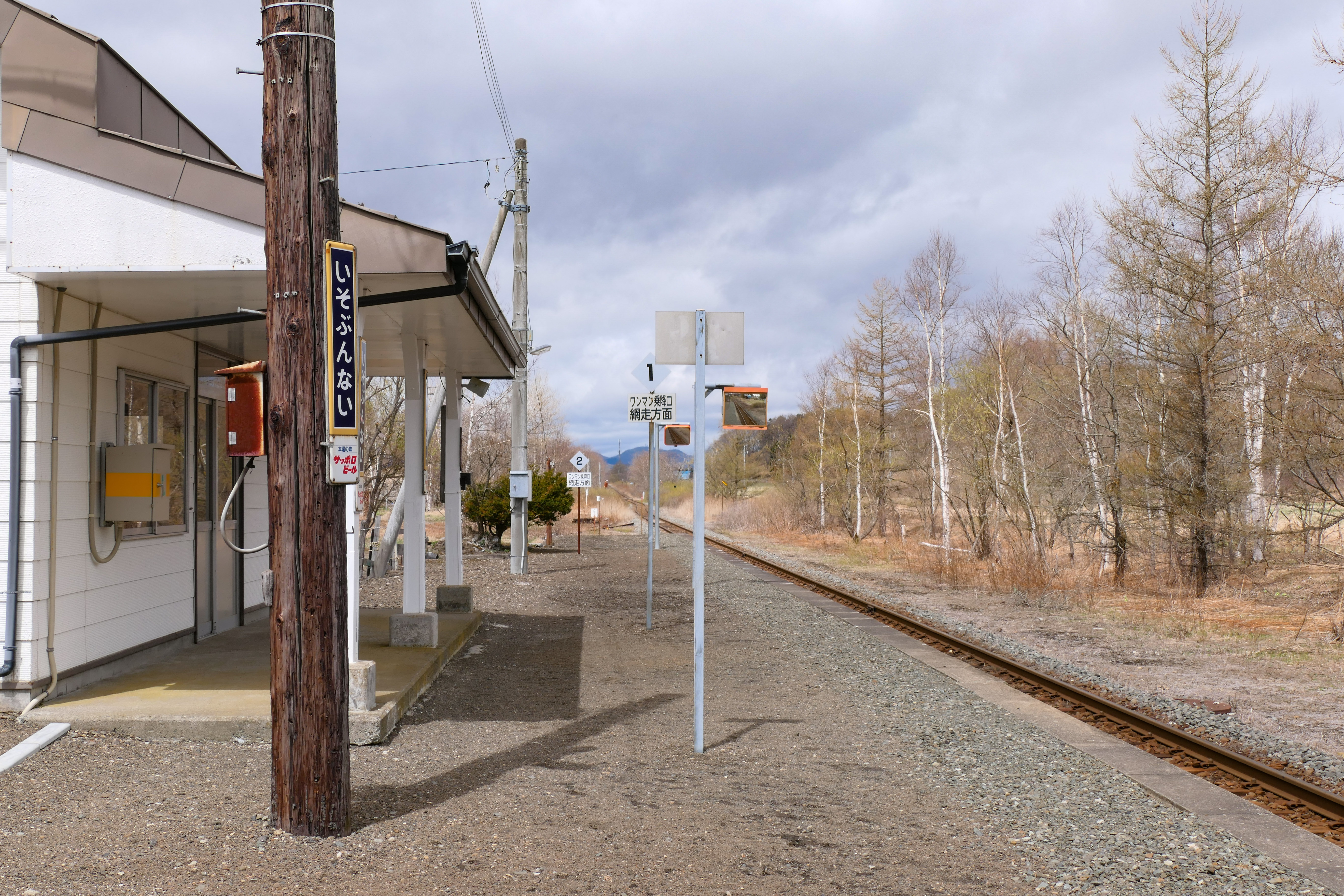
月台（2021年5月）

## 歷史
- 1929年（昭和4年）8月15日 - 配合國有鐵道標茶～弟子屈路段通車而設站，屬一般車站等級。
- 1936年（昭和11年）12月1日 - 北海道製糖磯分內工廠開始運作，鋪設專用線6.5公里。
- 1982年（昭和57年）9月10日 - 廢除貨運服務。專用線延伸至雪印乳業磯分內工廠，且除了工廠使用外，亦用作石油及其衍生製品等的運輸。
- 1984年（昭和59年）2月1日 - 廢除行李托運服務。
- 1986年（昭和61年）1月1日 - 車站簡易委託化。
- 1987年（昭和62年）4月1日 - 國鐵分割民營化後，由JR北海道繼承。
- 1992年（平成4年）4月1日 - 廢除簡易委託，車站完全無人化。

## 車站周邊
- 國道391號
- 北海道道424號磯分內停車場線
- 標茶町磯分內奶酪農業中心
- 弟子屈警察署磯分內駐在所
- 磯分內郵政局
- 標茶町立磯分內小學
- 雪印乳業磯分內工廠
- 標茶町有巴士「磯分內」車站

## 相鄰車站
北海道旅客鐵道（JR北海道）
■釧網本線
快速「知床」・普通
摩周（B64）－磯分內（B62）－標茶（B61）

## 外部連結
- （日語）JR北海道 – 磯分內車站 （页面存档备份，存于）
- （日語）全驛參觀之旅 （页面存档备份，存于）